# Reino de Libia
El Reino de Libia (en árabe: المملكة الليبية‎, romanizado: Al-Mamlakah Al-Lībiyya, lit. 'Reino Libio'; en italiano: Regno di Libia), conocido como Reino Unido de Libia (en árabe: المملكة المتحدة الليبية: romanizado; Al Mamlakah Al Mutahidat Al Lībiyya; en italiano: Regno Unito di Libia) fue una monarquía constitucional situada en África del Norte que existió tras la independencia de Italia el 24 de diciembre de 1951, ya que a partir del 28 de marzo de 1953, entró en la Organización regional denominada como Liga de los Estados Árabes, hasta la abolición del sistema federal, y en reemplazo del sistema unitario el 27 de abril de 1963, y duró hasta la incruenta Revolución de al-Fateh el 1 de septiembre de 1969. El Golpe de Estado, que fue dirigido por el Coronel de Ejército Libio Muammar Muhammad Abu Minyar al Gaddafi, pues derrocó al rey Idrís I, y estableció la República Árabe Libia.

## Historia
Después de la derrota de Italia en la Segunda Guerra Mundial, el gobierno italiano entregó Libia a dos de las Naciones Aliadas: Francia, con Fezán, y el Reino Unido, con Cirenaica y Tripolitania. El 21 de noviembre de 1949, la Asamblea General aprobó una resolución de las Naciones Unidas que indicaba que Libia debía ser independiente antes de 1952, y concretamente, el 24 de diciembre de 1951, Libia se convirtió en una monarquía constitucional, con el rey Idris de la dinastía Sanusí como monarca. 
Idris as-Senussi, el emir de Tripolitania y Cirenaica y líder de la orden Sanusí musulmán sufí, representaba a Libia en las negociaciones de la ONU, y el 24 de diciembre de 1951, Libia declaró su independencia con representantes de la Cirenaica, Tripolitania y Fezán declarando la unificación del país bajo el nombre de "Reino Unido de Libia", pasando la corona a Idris as-Senussi. De conformidad con la Constitución, el nuevo país tenía un gobierno federal con tres estados: Cirenaica, Tripolitania y Fezán como territorios autónomos. El reino también tenía dos capitales -Trípoli y Bengasi. Dos años después de la independencia, el 28 de marzo de 1953, Libia se unió a la Liga Árabe.

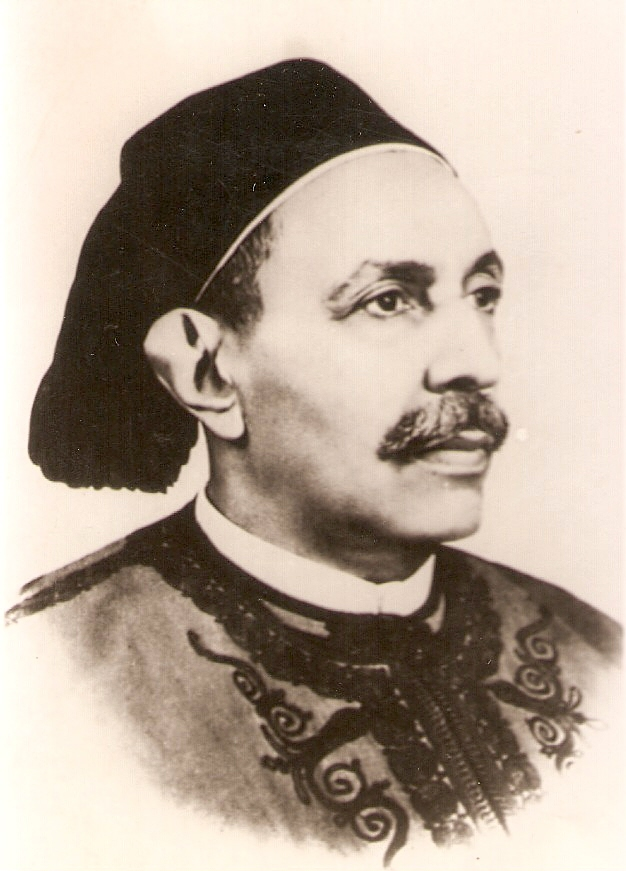
El rey Idris I

Tras la independencia, Libia se enfrentó a una serie de problemas. No había escuelas en el país y los graduados universitarios apenas eran dieciséis. Asimismo, en el país había sólo tres abogados y ni un solo médico, ingeniero, topógrafo o farmacéutico de origen libio en el reino. También se estima que sólo 250.000 libios sabían leer y escribir y que el 5% de la población era ciego, con enfermedades oculares tales como una tracoma muy generalizada. A la luz de estos hechos, Gran Bretaña ofreció una serie de funcionarios para formar el personal del gobierno.
En abril de 1955, comenzó la exploración de petróleo en el reino, abriéndose los primeros campos de petróleo en 1959. Las primeras exportaciones comenzaron en 1963 con la consiguiente transformación de la economía del país. 
El 25 de abril de 1963, el sistema federal de gobierno fue abolido y el nombre del país fue cambiado a "Reino de Libia" para reflejar los cambios constitucionales.
Como fue el caso de otros países africanos tras la independencia, los colonos italianos en Libia ocuparon muchos de los mejores puestos de trabajo, mantuvieron la propiedad de las mejores tierras de cultivo y dirigieron las empresas más exitosas.

### Fin de la monarquía
La monarquía llegó a su fin el 1 de septiembre de 1969, cuando un grupo de militares acaudillados por Muamar el Gadafi llevó a cabo un golpe de Estado contra el rey Idris mientras este se hallaba en Turquía para recibir tratamiento médico. Los revolucionarios detuvieron al jefe del Estado Mayor del Ejército y jefe de seguridad del reino. Después de conocer la noticia del golpe, el rey Idris lo tildó de «hecho sin importancia», mientras que el príncipe heredero Hasan as-Senussi anunciaba su apoyo al nuevo régimen. 
El golpe de Estado supuso la abdicación del rey Idris el 4 de agosto de 1969, con lo que el cabecilla del golpe de Estado, Muamar el Gadafi, tomó las riendas del reino.

## Gobierno
El Reino Unido de Libia era una monarquía hereditaria y constitucional en el que el poder legislativo lo ejercía el rey y lo regulaba el Parlamento. La Constitución databa del año 1951.

### El rey

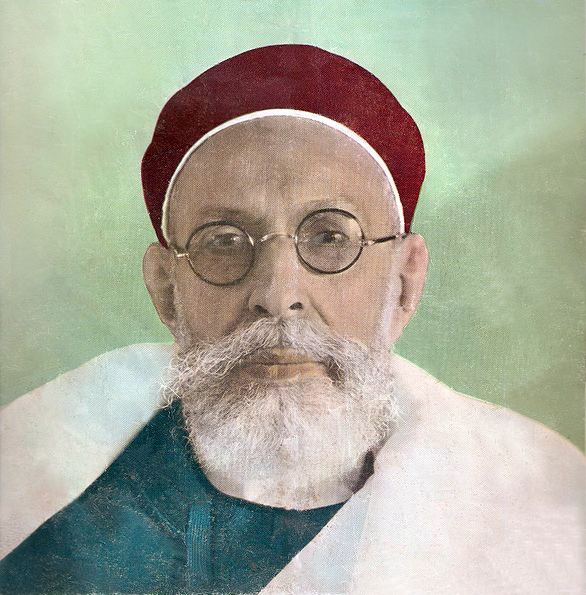
Idris I, primer y único rey de Libia.

El rey estaba definido por la Constitución como jefe supremo del Estado. Antes de asumir los poderes constitucionales, él tenía que hacer un juramento ante una sesión conjunta del Senado y la Cámara de Representantes. Todas las leyes aprobadas por el Parlamento debían ser sancionadas y promulgadas por el rey. Era también responsabilidad del monarca abrir y cerrar las sesiones del Parlamento, así como disolver la Cámara de Representantes, de acuerdo con la Constitución. El soberano era además el jefe de las Fuerzas Armadas de Libia.

### Parlamento
El Parlamento del reino estaba formado por dos cámaras: el Senado y la Cámara de Representantes. Ambas cámaras se reunían y se cerraban al mismo tiempo.
El Senado estaba formado por veinticuatro miembros nombrados por el rey. Un asiento en el Senado estaba limitado a los ciudadanos de Libia de al menos cuarenta años. El rey nombraba al presidente del Senado, y la propia Cámara Alta elegía dos vicepresidentes, que el soberano tenía que aprobar. El presidente y vicepresidente tenían un mandato fijo de dos años. Al concluir este plazo, el rey era libre de volver a nombrar al presidente o reemplazarlo con otra persona, mientras que los vicepresidentes se enfrentaban a la reelección. La duración del mandato de un senador era de ocho años. Un senador no podía servir dos períodos consecutivos, pero podía ser nombrado de nuevo en el futuro. La mitad de todos los senadores debían ser sustituidos cada cuatro años.
Los miembros de la Cámara de Representantes eran elegidos mediante sufragio universal tras la reforma constitucional del 25 de abril de 1963, que concedió el voto a las mujeres, privadas hasta entonces de él. El número de diputados se determinó en proporción al números de habitantes: se escogía un diputado por cada veinte mil personas. Las elecciones se celebraban cada cuatro años, salvo que el Parlamento fuera disuelto antes, en cuyo caso se verificaban tras la disolución de las cámaras. Los diputados eran responsables de elegir a un portavoz y dos oradores el vicegobernador de la Cámara de Representantes.

### Consejo de Ministros
El rey era el responsable de nombrar y destituir al primer ministro. También nombraba a los ministros del Consejo de Ministros. Este se encargaba de la dirección de los asuntos internos y externos del país y era responsable ante la Cámara de Representantes. Si el primer ministro era destituido, automáticamente y como resultado quedaban privados de sus cargos también los demás ministros.

## Subdivisiones

### Las tres provincias (1951-1963)

Las tres provincias libias (1951-1963).

Después de la independencia del reino se organizó en tres provincias Cirenaica, Fezán y Tripolitania, que son las tres regiones históricas de Libia. La autonomía en las provincias se ejercía a través de los gobiernos provinciales y las legislaturas.
| Province     | Capital | Área km² |
| ------------ | ------- | -------- |
| Cirenaica    | Bengasi | 855 370  |
| Fezán        | Sabha   | 551 170  |
| Tripolitania | Trípoli | 353 000  |

### Reorganización de 1963
A raíz del cambio en la Constitución, con la abolición de la constitución federal del país de 1963, las tres provincias se reorganizaron en diez gobernaciones conocidas en árabe como Muhafazah, administradas por un gobernador designado por el gobierno central.
- Al Baida, antes parte de Cirenaica
- Al Khums, antes parte de Tripolitania
- Awbari, antes parte de Fezán
- Az Zawiyah, antes parte de Tripolitania
- Bengasi, antes parte de Cirenaica
- Darnah, antes parte de Cirenaica
- Garian, antes parte de Fezán y Tripolitania
- Misurata, antes parte de Tripolitania
- Sabhah, antes parte de Fezán
- Tarabulus, antes parte de Tripolitania